# Planadas
Planadas – miasto w Kolumbii, w departamencie Tolima.